# 東城浅野家
東城浅野家（とうじょうあさのけ）は、武家・士族・華族だった家。もとは堀田氏の一族だが、浅野長政に仕えて浅野姓を許され、江戸時代には安芸広島藩において東城を領する家老家として続き、維新後は華族の男爵家に列する。

## 歴史
明智光秀に仕えていた堀田高勝は、近江国大津城主浅野長政の子幸長の守役として浅野家に仕えるようになり、慶長元年（1596年）に浅野姓を許された。子孫は江戸時代に東城1万石を知行する広島藩家老家として続いた。幕末維新期の当主浅野道興は維新に際して国事に奔走した。
明治維新後には東城浅野家は当初士族に列した。明治17年（1884年）に華族が五爵制になった際に定められた『叙爵内規』の前の案である『爵位発行順序』所収の『華族令』案の内規（明治11年・12年ごろ作成）や『授爵規則』（明治12年以降16年ごろ作成）では旧万石以上陪臣が男爵に含まれており、東城浅野家も男爵候補に挙げられているが、最終的な『叙爵内規』では旧万石以上陪臣は授爵対象外となったためこの時点では東城浅野家は士族のままだった。
明治15年・16年ごろ作成と思われる『三条家文書』所収『旧藩壱万石以上家臣家産・職業・貧富取調書』は、当時の当主浅野守夫について旧禄高を1万石、所有財産は空欄、職業は農商務省准奏任御用掛、貧富景況は相応と記している。
明治33年（1900年）5月9日に旧万石以上陪臣家であり、かつ華族の体面を維持できる財産（年間500円以上の収入を生じる財本）を有する25家が華族の男爵に叙された際に守夫も男爵に叙せられた。
その子栄の代に東城浅野男爵家の住居は東京市本郷区向ヶ丘弥生町にあった。